# Aleksandr Kwachadze
Aleksandr Kwachadze (ur. 17 sierpnia 1984 w Mcchecie) – gruziński piłkarz, grający na pozycji obrońcy, reprezentant Gruzji, od 2013 roku zawodnik Dily Gori. W reprezentacji Gruzji zadebiutował w 2007 roku. Do tej pory rozegrał w niej 12 meczów (stan na 3 lutego 2012).